# Acacia spirocarpoides
Acacia spirocarpoides é uma espécie de leguminosa do gênero Acacia, pertencente à família Fabaceae.